# Luis Fortuño
Luis Guillermo Fortuño Burset (ur. 31 października 1960 w San Juan) – portorykański polityk. Gubernator Portoryko od 2 stycznia 2009 do 2 stycznia 2013. Komisarz rezydent Portoryko w Izbie Reprezentantów Stanów Zjednoczonych w latach 2005-2009. Przewodniczący Nowej Partii Postępowej (NPP, New Progressive Party), stowarzyszonej z Partią Republikańską USA.

## Młodość i edukacja
Lusi Fortuño w 1977 zakończył edukację w szkole Colegio Marista w Guaynabo. Następnie ukończył studia z zakresu służby zagranicznej (licencjat) w Edmund A. Walsh School of Foreign Service na Georgetown University w Waszyngtonie. W 1985 ukończył prawo (Juris Doctor) na University of Virginia School of Law w Charlottesville.
W czasie studiów był współzałożycielem Portorykańskiego Zrzeszenia Studentów (PRSSA, Puerto Rico Statehood Students Association) oraz jego przewodniczącym od 1980 do 1981.
Foruno jest żonaty z Luce Velą Gutierrez, z zawodu prawniczką. W 1981 został ojcem trojaczków: Marii Luisy, Luisa Roberta i Guillerma.

## Kariera zawodowa
Luis Fortuño w 1993 rozpoczął pracę w służbie publicznej w administracji gubernatora Pedro Rosselló Gonzáleza. Na początku został dyrektorem Portorykańskiej Organizacji Turystycznej oraz Korporacji Rozwoju Hoteli. W 1994 został I sekretarzem Departamentu Rozwoju Gospodarczego i Handlu.
W 1996 zdobył tytuł „Człowieka Roku” tygodnika „Caribbean Business”, a w 1995 tytuł „Urzędnika Roku” Portorykańskiego Stowarzyszenia Marketingu Przemysłowego oraz Dystrybucji Żywności i Napojów. Fortuño zrezygnował ze stanowiska w gabinecie, po reelekcji Resselló na stanowisku gubernatora Portoryko w 1996.
Po odejściu z gabinetu gubernatora, Fortuño powrócił do praktyki adwokackiej. Został partnerem w jednej z prywatnych firm prawniczych w San Juan, specjalizując się w prawie finansowym.

## Kariera polityczna
Luis Fortuño już w czasie studiów w USA był blisko związany z amerykańską Partią Republikańską. Dlatego w 2003 zdecydował się ubiegać o urząd komisarza rezydenta (delegat bez prawa głosu) w Izbie Reprezentantów USA z ramienia Nowej Partii Postępowej (NPP), która była członkiem Partii Republikańskiej.
W listopadzie 2003 wygrał partyjne prawybory na ten urząd z wynikiem 61,3% głosów. Komisarz rezydent, podobnie jak gubernator jest w Portoryko wybierany w wyborach powszechnych na 4-letnią kadencję. W wyborach w listopadzie 2004 zdobył 48,5% głosów i pokonał kandydata Powszechnej Partii Demokratycznej, Roberto Pratsa (48% głosów). Urząd komisarza rezydenta objął oficjalnie 3 stycznia 2005.
W 2007 Fortuño był jednym z autorów Puerto Rico Democracy Act of 2007, ustawy przyjętej przez Kongres i zakładającej przeprowadzenie w Portoryko do końca 2009 referendum na temat zmiany obecnego statusu prawno-politycznego wyspy.
19 lutego 2007 Luis Fortuño ogłosił zamiar ubiegania się o stanowisko gubernatora Portoryko. 9 marca 2008 w partyjnych prawyborach na ten urząd pokonał byłego gubernatora Pedro Rosselló Gonzáleza, stosunkiem 60% do 40% głosów poparcia.
W wyborach generalnych 4 listopada 2008 zdobył 52,7% głosów poparcia i pokonał dotychczasowego gubernatora Aníbala Acevedo Vilę z Powszechnej Partii Demokratycznej (41,3% głosów). Urząd gubernatora objął 2 stycznia 2009. W wyborach generalnych 6 listopada 2012 zdobył 47.13% głosów poparcia i został pokonany przez senatora Alejandro García Padillę kandydata Powszechnej Partii Demokratycznej, który zdobył 47.73% głosów poparcia.